# Laurent Pokou
Vous lisez un « article de qualité » labellisé en 2012.
Pour les articles homonymes, voir Pokou.
Laurent Pokou, de son nom complet Laurent N'Dri Pokou, est un joueur et un entraîneur ivoirien de football, né le 10 août 1947 à Treichville et mort le 13 novembre 2016 à Cocody, deux communes de l'agglomération d'Abidjan. Il évolue au poste d'attaquant du milieu des années 1960 au tout début des années 1980, avant d'exercer comme entraîneur jusqu'en 1988.
Il se fait connaître nationalement alors qu'il joue avec l'USFRAN Bouaké puis l'ASEC Abidjan, club avec lequel il obtient la plupart des titres figurant à son palmarès. Avant-centre titulaire de l'équipe de Côte d'Ivoire, il obtient une reconnaissance internationale en obtenant le titre de meilleur buteur de la Coupe d'Afrique des nations en 1968 et 1970. Son record de quatorze buts, marqués lors de ces deux éditions de la compétition, n'est battu qu'en 2008, par Samuel Eto'o.
Également retenu par les autorités ivoiriennes, il est longtemps réticent à quitter la Côte d'Ivoire pour devenir footballeur professionnel. Il est cependant encouragé à le faire par Pelé, et finit par rejoindre la France fin décembre 1973, via le Stade rennais, puis l'AS Nancy-Lorraine en 1977, où il côtoie Michel Platini. S'il marque les esprits durant son passage à Rennes, son parcours est toutefois ponctué de nombreuses blessures et par son échec sous le maillot nancéien.
Vu par les médias et par ses pairs comme un joueur spectaculaire, rapide, dribbleur, et un buteur efficace, il monte par deux fois sur le podium du Ballon d'or africain, en 1970 et 1973. Parfois comparé à son contemporain Salif Keïta, et à son successeur en équipe de Côte d'Ivoire Didier Drogba, il est considéré comme l'un des meilleurs joueurs de l'histoire du football ivoirien et africain.

## Biographie

### L'enfance, entre Treichville et Bouaké (1947-1964)
Laurent Pokou naît à Abidjan, dans la commune de Treichville, le 10 août 1947. Sa famille est d'origine baoulé, et descendrait de la reine Abla Pokou, sans que cette filiation ne soit formellement établie. Édouard, le père de Laurent Pokou, est cadre dans la fonction publique ivoirienne. Il est né, tout comme la grand-mère maternelle de Laurent Pokou, dans le village de Nianda Mafia, près de Tiassalé. Très jeune, Pokou commence à jouer au football dans la cour de sa maison, avec des fruits ou des balles de chiffon. Mais ce début de passion ne plaît pas à son père : à plusieurs reprises, il lui inflige des brimades pour le punir et le dissuader de jouer. À l'école, Laurent Pokou est un élève peu attentif, qui préfère jouer au football, balle de tennis au pied, avec ses camarades à la récréation ou dans des tournois inter-école. Il y croise notamment Eustache Manglé ou encore Emmanuel Moh.
Très vite, Laurent Pokou se mesure à des joueurs plus grands que lui, sur les terrains de fortune de Treichville. Peu après ses 10 ans, il est finalement repéré par un dirigeant de l'ASEC Abidjan, qui lui permet d'intégrer les équipes de jeunes de son club. Il commence à y jouer à l'insu de son père, toujours en désaccord avec le souhait de son fils de s'adonner à ce sport.
En septembre 1963, Édouard Pokou est muté à Bouaké, au sein de la régie des chemins de fer Abidjan-Niger (RAN). Toute la famille déménage, et Laurent Pokou doit quitter l'ASEC. Il continue de jouer au football à l'école, mais s’essaye également à l'athlétisme et au basket-ball. Un an plus tard, son père est de nouveau muté. Toute la famille Pokou retourne à Abidjan, sauf Laurent, que son père souhaite responsabiliser en le laissant se débrouiller seul à Bouaké pour finir ses études et trouver un travail.

### Révélation à Bouaké, puis affirmation avec l’ASEC (1964-1968)

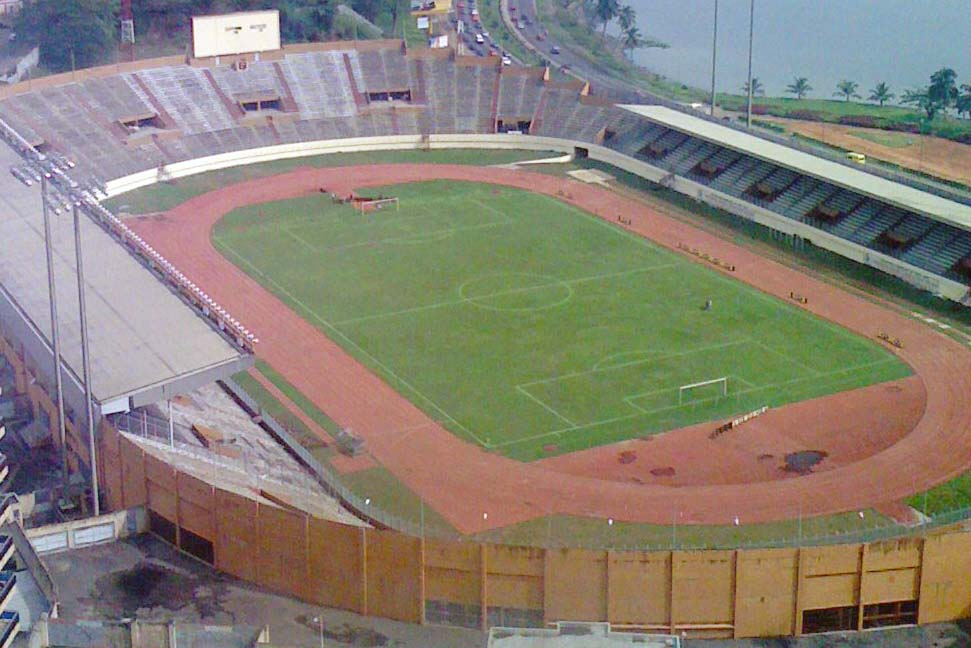
Pokou dispute la finale du championnat de Côte d'Ivoire, avec l'USFRAN Bouaké, au stade Félix-Houphouët-Boigny en 1965.

À l'âge de 17 ans, Laurent Pokou travaille ainsi comme aide-projectionniste dans un cinéma, mais peut aussi pratiquer librement le football. Il évolue durant quelques mois dans un club de quartier de Bouaké, créé par un ami, le Standard. Ses performances attirent l'intérêt de tous les clubs de la ville et Pokou finit par intégrer, début 1965, l'USFRAN Bouaké, le club de la régie Abidjan-Niger, qui lui offre à sa signature sa première paire de chaussures de football. Avec son club, il parvient jusqu'en finale du championnat national. Le 3 octobre 1965, face au Stade d'Abidjan, au stade Félix-Houphouët-Boigny, l'USFRAN s'incline largement sur le score de huit buts à zéro, mais Pokou séduit les recruteurs des quatre grands clubs de la capitale. Ceux-ci tentent alors de convaincre Édouard Pokou de laisser son fils les rejoindre. Sur les conseils d'un ami et collègue, également dirigeant de ce club, il décide finalement de laisser Laurent retourner à l’ASEC.
Intégrant d'abord l'équipe junior de l'ASEC au cours de l'année 1966, Laurent Pokou met plusieurs mois avant de convaincre Ignace Wognin, l'entraîneur des seniors, de lui faire confiance, d'autant qu'Eustache Manglé, l'avant-centre titulaire, est aussi le buteur de l'équipe nationale. Le 20 novembre 1966, Pokou est finalement aligné une première fois lors d’un match de championnat contre le Réveil Club de Daloa, et inscrit trois buts pour ses débuts. Wognin finit par l'installer comme deuxième attaquant derrière Manglé, ce qui ne l'empêche pas de marquer treize buts lors de ses sept premiers matchs avec les seniors de l'ASEC. Une réussite qui rend désormais Édouard Pokou fier des talents de son fils balle au pied.
Son éclosion n'échappe pas au sélectionneur ivoirien Paul Gévaudan, qui l'appelle une première fois en équipe nationale, pour un match amical face au Ghana, disputé le 19 février 1967 à Accra. Rentré en fin de match, Pokou est à l’origine du but égalisateur marqué par Manglé, à deux minutes de la fin du temps réglementaire. Un mois plus tard, contre la Haute-Volta, il marque son premier but pour la Côte d'Ivoire, mais rate également un penalty et expédie un tir sur la barre transversale.

### L’homme d’Asmara: réussites et déceptions à la CAN (1968-1970)

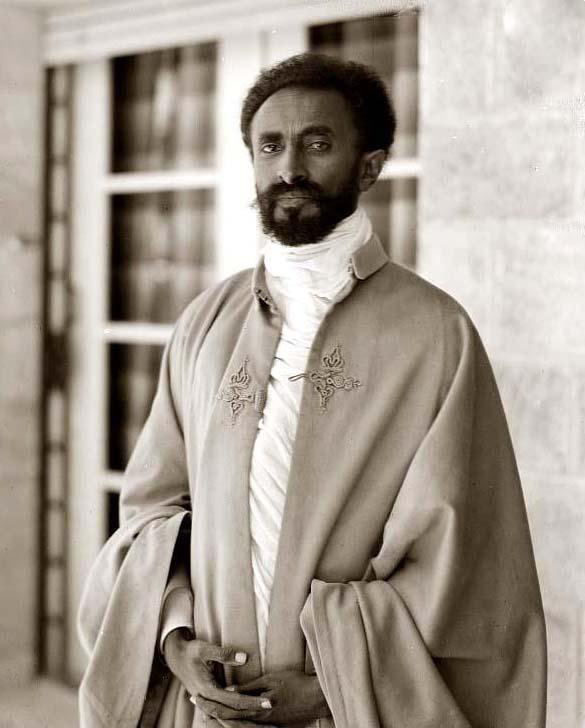
Pokou brille lors de la Coupe d'Afrique des nations 1968, disputée en Éthiopie, sous les yeux de Haïlé Sélassié.

Sélectionné par Paul Gévaudan pour participer à la Coupe d'Afrique des nations, disputée en Éthiopie en janvier 1968, Laurent Pokou l'aborde en étant toujours en concurrence avec Eustache Manglé et Maurice Déhi en attaque. Il est titularisé pour la première rencontre de la Côte d'Ivoire face à l'Algérie, et inscrit deux des trois buts lors de la victoire ivoirienne trois à zéro, sa seconde réalisation faisant se lever de son siège l'empereur Haïlé Sélassié Ier, présent au match. La seconde rencontre, émaillée d'incidents, est perdue contre l'Éthiopie, le pays organisateur, sur un but encaissé en toute fin de match. La Côte d'Ivoire parvient toutefois à se qualifier en battant l'Ouganda lors du troisième et dernier match de poule, Pokou ouvrant la marque (victoire deux buts à un). En demi-finale, à Asmara, les Ivoiriens retrouvent le Ghana, qui les avait déjà éliminés lors de la précédente phase finale. Les Ghanéens mènent rapidement deux buts à zéro, mais Henri Konan réduit l'écart sur penalty au quart d'heure de jeu. En début de seconde mi-temps, Pokou malmène la défense adverse et inscrit deux buts en l'espace de cinq minutes, effaçant notamment le gardien ghanéen Robert Mensah d'un double-contact pour marquer. Une prestation qui lui vaut les éloges soutenus des radio-reporters ivoiriens présents au stade. La Côte d'Ivoire prend l'avantage au score, mais deux erreurs défensives lui font finalement perdre la rencontre par trois buts à quatre. Privés de finale, les Ivoiriens doivent se contenter de la troisième place, acquise en battant l'Éthiopie un but à zéro. À cette occasion, Pokou inscrit sa sixième réalisation de la phase finale, ce qui lui permet de devenir le meilleur buteur de la compétition,. Grâce à sa performance face au Ghana, Laurent Pokou obtient une reconnaissance nationale en Côte d'Ivoire. Il est désormais surnommé « L'homme d'Asmara », comme l'avait alors appelé le journaliste qui avait commenté la rencontre à la radio ivoirienne.
De retour à l'ASEC, Pokou enrichit son palmarès. Comme en 1967, le club abidjanais remporte la Coupe de Côte d'Ivoire en 1968 et 1969. En 1968, il participe également aux Championnats du monde militaire avec la Côte d'Ivoire et, s'il est rapidement éliminé, figure dans l'équipe type du tournoi. Pokou est néanmoins l'objet de critiques dans la presse ivoirienne, qui stigmatise ses excès d’individualisme et son manque de contrôle face aux décisions arbitrales. En effet, devenu un adversaire renommé et redouté en Côte d'Ivoire, il est la cible des défenseurs adverses, mais a tendance à vouloir se faire justice lui-même. En août 1969, il est ainsi suspendu pour quatre matchs après avoir contesté de façon déplacée la décision d'un arbitre de touche, sous les yeux du président Félix Houphouët-Boigny. À son retour, il qualifie la Côte d'Ivoire pour la phase finale de la Coupe d'Afrique des nations 1970, en marquant trois buts contre le Mali, battu quatre buts à zéro.
Cette fois, la CAN a lieu au Soudan. Lors du match inaugural, Pokou marque les deux premiers buts de la rencontre, mais la Côte d'Ivoire s'incline face au Cameroun. Ce dernier dispute sa première phase finale, et remonte son retard en seconde mi-temps, avec un doublé d'Emmanuel Koum (défaite ivoirienne par deux buts à trois). Dans l'obligation de réagir pour ne pas être éliminés, les Ivoiriens parviennent à vaincre le Soudan, grâce à un but marqué en toute fin de match par François Tahi, sur un centre de Pokou (victoire un but à zéro),. Lors du dernier match de poule, contre l'Éthiopie, la Côte d'Ivoire doit l'emporter sur le plus large score possible, pour s'assurer l'une des deux premières places qualificatives. Pokou réalise un quintuplé, dont quatre buts inscrits durant la dernière demi-heure de jeu, et qualifie son pays, battant au passage le record du nombre de buts marqués par un joueur lors d'un match de phase finale de Coupe d'Afrique des nations (victoire finale six buts à un),. La demi-finale est l'occasion d’une énième revanche face au Ghana, mais les Ivoiriens échouent une nouvelle fois, un but à deux après prolongation, Pokou ayant fait l'objet d'un marquage strict de la part de ses adversaires. Cette fois, au terme d'une petite finale disputée contre l'Égypte, les Ivoiriens terminent à la quatrième place de la compétition, vaincus trois buts à un. Laurent Pokou, qui a inscrit l'unique but ivoirien face aux Égyptiens, décroche pour la deuxième fois de suite le titre de meilleur buteur de la CAN, avec huit réalisations. En deux phases finales, l'attaquant a inscrit quatorze buts. Il devient ainsi le recordman du nombre de buts inscrits, toutes phases finales de la CAN confondues.

### Grave blessure, puis Coupe de l'Indépendance du Brésil (1970-1973)

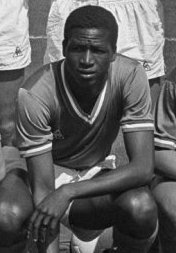
L'attaquant malien Salif Keïta remporte le Ballon d'or africain en 1970, devant Laurent Pokou.

Pokou, qui commence à éveiller l'intérêt des médias français, réalise ensuite le doublé coupe-championnat avec l'ASEC, mais est une nouvelle fois exclu du terrain en finale de la Coupe, après une altercation avec un adversaire. À la fin de l'année 1970, il termine deuxième du classement du Ballon d'or africain, décerné pour la première fois par le magazine France Football selon les votes de journalistes africains. Avec 28 points, il est devancé par le Malien Salif Keïta, qui évolue à l'AS Saint-Étienne. Le 31 janvier 1971, sa carrière connaît un coup d'arrêt : Pokou se blesse au genou gauche lors d'un choc avec Ibrahima Fanny, le gardien de but de l'Africa Sports, et est victime d'une rupture des ligaments latéraux internes, et d'une rupture de la coque condylienne. La décision est alors prise de le faire opérer par le professeur Trillat, à l'hôpital Édouard-Herriot de Lyon. Durant sa convalescence puis sa rééducation à Hauteville-Lompnes, il se lie d'amitié avec Salif Keïta, venu le soutenir.
Laurent Pokou revient en Côte d'Ivoire en avril 1971, mais doit encore attendre plusieurs mois avant de retrouver son meilleur niveau. Un déplacement sur le terrain du Canon Yaoundé, fin novembre 1971 en demi-finale de la Coupe des clubs champions africains, lui permet finalement de démontrer qu'il a retrouvé toutes ses qualités, malgré l'élimination de l'ASEC. Du reste, il termine pour la première fois meilleur buteur du championnat ivoirien, avec vingt-et-un buts marqués en douze matchs disputés.
En mai 1972, Pokou est sélectionné pour participer à la Coupe de l'Indépendance du Brésil, au sein d'une sélection africaine où il côtoie notamment Jean-Pierre Tokoto, François M'Pelé, Sadok Attouga, ou encore Petit Sory, sous la direction de Rachid Mekhloufi. En revanche, Salif Keïta doit décliner l'invitation à rejoindre cette sélection, retenu par un conflit avec Saint-Étienne. Au sein du groupe A, les Africains doivent se mesurer à l'Argentine, à la Colombie, à la France et à une sélection de la CONCACAF. La première rencontre, face à l'équipe argentine, est perdue sur le score de deux buts à zéro, marqués par Rodolfo Fischer et Ernesto Mastrángelo en première mi-temps. Une rencontre lors de laquelle l'équipe africaine séduit le public brésilien par ses qualités. Le second match est perdu sur le même score face à la France, avec des buts de Bernard Blanchet et Louis Floch, qui exploitent deux erreurs défensives, alors que l'Algérien Miloud Hadefi est expulsé après avoir contesté le deuxième but français. Face à la sélection de la CONCACAF, les Africains concèdent cette fois un match nul sans but, et ce malgré six occasions nettes provoquées par Pokou. Lors de la dernière rencontre, face à la Colombie, la sélection africaine parvient finalement à marquer et à l'emporter : Pokou, titulaire lors des quatre matchs disputés, ouvre le score en début de rencontre, sur une passe de Petit Sory, avant que Tokoto n'inscrive un doublé. La sélection d'Afrique termine à la troisième place de son groupe, un résultat insuffisant pour éviter l'élimination.
De retour en Côte d'Ivoire, Laurent Pokou connaît des hauts sur la scène nationale avec l'ASEC Abidjan, avec deux nouveaux doublés coupe-championnat en 1972 et 1973, mais aussi des bas sur la scène internationale. Au deuxième tour de la Coupe des clubs champions africains 1973, l'ASEC échoue face aux Guinéens du Hafia FC, tenants du titre et menés par le Ballon d'or africain 1972, Chérif Souleymane. Mis sous l'éteignoir au match aller, Pokou est décisif au retour à Abidjan, en marquant trois buts et en donnant une passe décisive. Malgré cela, les deux équipes restent à égalité sur les deux rencontres, et le Hafia se qualifie aux tirs au but, Pokou manquant notamment sa tentative. En sélection nationale, les Éléphants échouent à se qualifier pour la Coupe du monde 1974, éliminés par le Maroc. Absents de l'édition précédente, ils se qualifient néanmoins pour la CAN 1974, en éliminant le Ghana, avec une victoire trois buts à zéro à Kumasi, grâce à un doublé de Mama Ouattara et à un but de Pokou.

### Transfert et débuts tonitruants à Rennes (1973-1974)

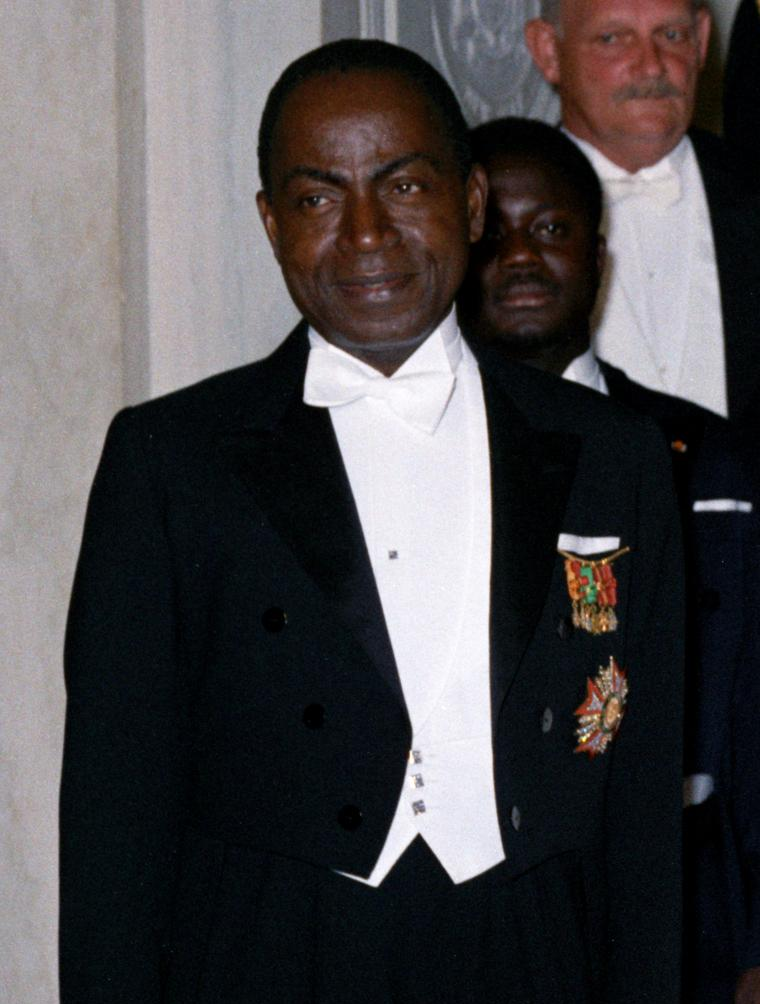
Le président ivoirien Félix Houphouët-Boigny retarde le départ de Pokou à l'étranger, avant de céder fin 1973.

Fin 1973, le départ de Pokou pour l'Europe apparaît inévitable, de nombreux clubs français envoyant des émissaires à Abidjan pour tenter d'obtenir son transfert. Cela fait alors près de cinq ans que ceux-ci essayent de le convaincre. En 1968, l'Olympique de Marseille lui formule une offre, sur recommandation de Lucien Leduc, que Pokou refuse, de même qu'il ne répond pas aux sollicitations de Pierre Garonnaire, recruteur de l'AS Saint-Étienne, ou à celles de Robert Budzynski et José Arribas du FC Nantes. Compte tenu du contexte ivoirien, des approches politiques sont également tentées par le maire de Nantes André Morice, et par le Prince Rainier III, qui souhaite le voir arriver à l'AS Monaco, en octobre 1970. Parmi les autres intérêts qui se manifestent, ceux du Standard de Liège en 1971, de Flamengo en 1972, et de plusieurs clubs espagnols dès 1968. Mais Pokou, échaudé par les mésaventures connues par Salif Keïta et Jean-Pierre Tokoto avec les dirigeants de clubs français, reste prudent et retarde longtemps son départ,. Cela n'est pas facilité non plus par les dirigeants politiques ivoiriens, Félix Houphouët-Boigny en tête, qui ne souhaitent pas le voir partir à l'étranger. Le 5 décembre 1973, des militaires empêchent ainsi Pokou de prendre l'avion pour Nantes, en l'arrêtant à l'aéroport de Port-Bouët.

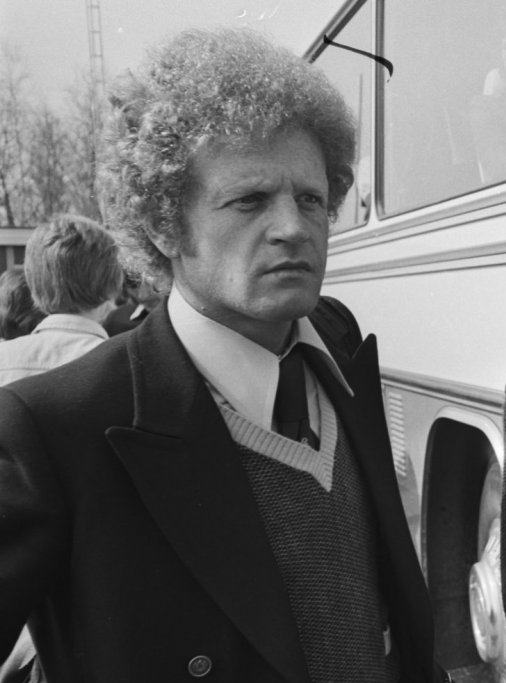
Robert Herbin, le 16 mars 1974 : Pokou a marqué l'un des plus beaux buts que j'ai jamais vus.

Alors que le FC Nantes semble toujours le mieux placé pour l'enrôler, c'est finalement vers Rennes et le Stade rennais que Pokou finit par s'envoler. L'influence de François Pinault, qui négocie du bois en Côte d'Ivoire et siège au conseil d'administration du club rennais, est alors décisive pour convaincre Félix Houphouët-Boigny et le joueur,,. Le 28 décembre 1973, alors que les dirigeants nantais l'attendent à Orly, Pokou atterrit finalement au Bourget, et rejoint directement la Bretagne avec les dirigeants rennais. Le lendemain, il signe un contrat de deux ans et demi avec le Stade rennais,. Déçus de s'être faits souffler Pokou, les dirigeants nantais décident finalement de se rabattre sur Hugo Curioni.
Laurent Pokou dispute son premier match avec le Stade rennais, en Division 1, le 6 janvier 1974, au stade de l'Aube face au Troyes AF. Un peu plus de deux ans après son dernier succès en Coupe de France, le club breton peine sportivement, pointant à l'antépénultième place du classement et affichant de grosses lacunes offensives. Inconnu de ses nouveaux coéquipiers, Pokou fait forte impression pour ses débuts, égalisant et donnant une passe décisive à Pierre Dell'Oste, qui marque le but victorieux en fin de rencontre pour un succès rennais deux buts à un,. Deux semaines plus tard, Pokou fait ses débuts devant son nouveau public au stade de la route de Lorient. Ce dernier, séduit par la nouvelle recrue, scande son nom dès la dix-huitième minute de jeu. Auteur de l'unique but du match, l'attaquant ivoirien permet à son équipe de battre l'Olympique lyonnais, invaincu les trois mois précédents.
Le 16 mars 1974, il réussit la même performance contre l'AS Saint-Étienne, futur champion de France, lors d'un match qui lui vaut l'éloge rétrospectif de l'arbitre Michel Vautrot. Au cours de ce match, Pokou est marqué de près par l'Argentin Oswaldo Piazza. Entre les deux hommes, le duel est physique mais sans agressivité. Durant la première mi-temps, Piazza prend le dessus mais est usé par l'attaquant, qui l'oblige à courir en se déplaçant sur toute la largeur du terrain. Si bien que Pokou finit par gagner son duel avec le défenseur en se procurant de très nombreuses occasions en seconde mi-temps. Sur l'une d'elles, il marque l'unique but du match : à la suite d'un corner exécuté par André Betta et prolongé de la tête par Loïc Kerbiriou, Pokou contrôle le ballon dos au but en s'emmenant le ballon grâce à un petit jonglage, puis enchaîne avec une reprise de volée acrobatique qui trompe Ivan Ćurković. Robert Herbin, l'entraîneur stéphanois, qualifie cette action comme « l'un des plus beaux buts que j'ai jamais vus »,.
Au cours de cette fin de saison, l'équipe rennaise obtient neuf victoires et deux nuls lors des treize premiers matchs de Pokou sous le maillot rouge et noir. Dans ce laps de temps, l'Ivoirien marque sept buts, donne cinq passes décisives, et obtient deux penaltys. À l'issue de la saison 1973-1974, le Stade rennais se classe treizième du championnat. Au mois de mars, en parenthèse à ses premiers mois en Bretagne, Pokou participe avec la Côte d'Ivoire à la Coupe d'Afrique des nations 1974, en Égypte, mais il ne marque pas et son équipe est éliminée dès la phase de groupes.

### Blessures à répétition (1974-1977)
Pour la saison 1974-1975, le Stade rennais fait revenir dans ses rangs le meneur de jeu Raymond Keruzoré, parti à l'Olympique de Marseille un an plus tôt, avec en tête une association qui s'annonce prometteuse avec Pokou. Mais l'osmose ne se fait pas avec Keruzoré, absent sur blessure pendant la moitié de la saison,. En revanche, Pokou trouve une bonne entente avec une autre recrue rennaise, le Marocain Houssaine Anafal. Lors de cette première saison complète à Rennes, il se montre encore décisif sur plusieurs matchs, face à l'Olympique de Marseille,, l'AS Saint-Étienne,, ou contre le RC Strasbourg, match lors duquel il inscrit un triplé et donne une passe décisive à Anafal,. Mais sa seconde partie de saison est gâchée par des blessures : Pokou est victime d'un claquage en marquant un but, le 24 novembre 1974 contre le Lille OSC,,, puis d'une déchirure musculaire, le 1er mars 1975 contre le FC Metz,. Fragilisé, le Stade rennais perd pied lors de cette deuxième partie de saison, d'autant que l'entraîneur René Cédolin est limogé en février au profit d'Antoine Cuissard. Alors qu'il pointait à la cinquième place au soir de la vingt-troisième journée, mi-janvier, le club breton est relégué en deuxième division à l'issue de la saison.

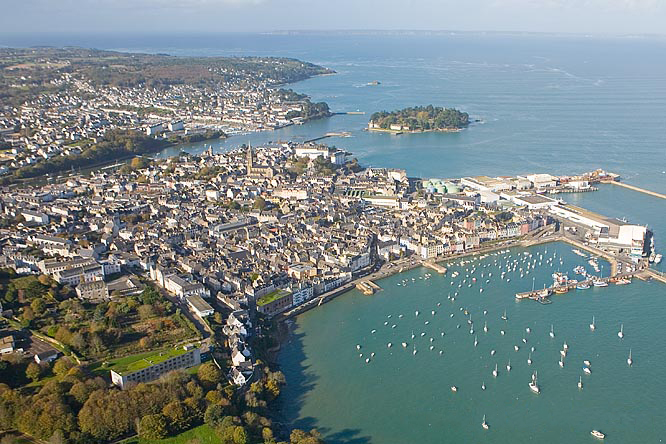
Blessé au genou, Pokou passe de longs mois en rééducation à Tréboul (en arrière-plan), près de Douarnenez (au premier plan).

Les médias et l'opinion publique ivoirienne pressent alors Laurent Pokou de quitter Rennes pour ne pas subir le déshonneur de jouer au niveau inférieur,, et le joueur est d'ailleurs l'objet de nouvelles approches de la part du FC Nantes, de l'Olympique de Marseille et de clubs étrangers. Il choisit finalement de rester à Rennes, pour honorer son année de contrat restante, pour l'ambiance qui règne au sein de l'équipe, et en reconnaissance à l'accueil qui lui a été fait en Bretagne.
En Division 2, Pokou et le Stade rennais réalisent un bon début de saison 1975-1976. En l'espace de onze matchs, il marque dix-sept buts, dont un quadruplé et un triplé, et l'équipe rennaise remporte huit rencontres, concède deux matchs nuls et une seule défaite. Mais le 8 novembre 1975, lors d'une rencontre disputée face à La Berrichonne de Châteauroux au stade de la route de Lorient, il est victime d'une nouvelle blessure grave, comme en janvier 1971. Alors qu'il est en face-à-face avec le gardien adverse Raymond Olejnik, ce dernier retombe sur la jambe de Pokou et lui retourne involontairement le genou droit,. Victime d'une entorse avec désinsertion inférieure du ligament externe, il doit subir une opération chirurgicale. Après période de repos et de rééducation, Pokou revient à l'entraînement à la fin de la saison, mais des douleurs subsistent et il doit de nouveau subir deux interventions en septembre 1976, avec une chance sur deux de pouvoir rejouer au football par la suite. Son articulation rééduquée à Tréboul, l'attaquant fait son retour à la compétition le 21 janvier 1977 face aux Girondins de Bordeaux, quatorze mois après sa blessure. Un retour qui tourne court, puisqu'il se blesse à la cuisse après vingt-trois minutes passées sur le terrain, ce qui l'oblige à attendre encore quelques semaines supplémentaires pour réintégrer durablement son équipe.
En son absence, le Stade rennais est parvenu à remonter en Division 1 à l'issue de la saison 1975-1976, mais a toutes les peines du monde à s'y maintenir en 1976-1977. Lors des onze matchs qu'il parvient à disputer lors de la fin de saison, Laurent Pokou marque six buts, mais le Stade rennais est de nouveau relégué, et doit faire face à de graves problèmes financiers,. En fin de contrat, et désireux de pouvoir évoluer de nouveau en Division 1 après son retour de blessure, Pokou choisit de signer pour trois ans avec l'AS Nancy-Lorraine le 7 juin 1977,, malgré les nouvelles sollicitations de Nantes et de Bordeaux.

### Parenthèse nancéienne et bref retour à Rennes (1977-1979)
En Lorraine, l'association de Laurent Pokou avec le jeune meneur de jeu Michel Platini est attendue, d'autant que ce dernier a été l'un des instigateurs de sa venue, avec la bénédiction du président Claude Cuny,. Après des débuts prometteurs, alors que Platini est en méforme, l'expérience de Pokou à Nancy se mue peu à peu en échec. Victime de nouveaux problèmes musculaires, il est pris en grippe par le public nancéien et perd la confiance de son entraîneur Antoine Redin, qui le relègue régulièrement sur le banc des remplaçants. À la mi-décembre 1977, les médecins du club lorrain lui diagnostiquent une filariose de Bancroft, que le joueur refuse de reconnaître. Mis de côté par son club lors de la seconde partie de saison, il doit assister en tribune à la victoire de l'AS Nancy-Lorraine face à l'OGC Nice, en finale de la Coupe de France. Au total, pour cette première saison à Nancy, il ne dispute que onze matchs, pour deux buts marqués. Au début de la saison suivante, il n'est pas titulaire dans l'esprit d'Antoine Redin, alors que l'ASNL vient de recruter Bernard Zénier, Robert Pintenat, et l'Uruguayen Rubén Umpiérrez. Auteur de quelques coups d'éclat, il joue huit matchs et marque un but durant le début de la saison.

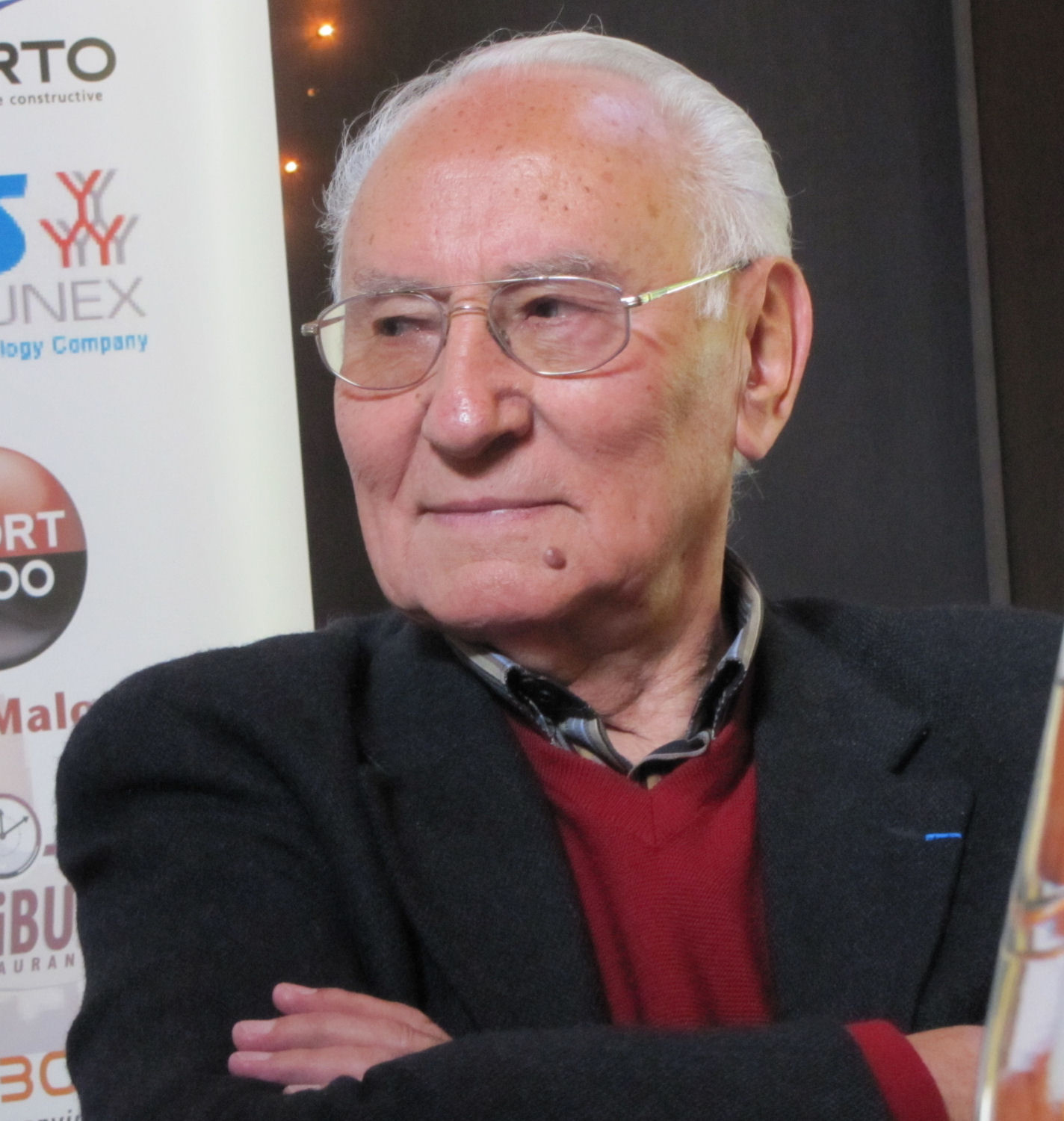
Alfred Houget, ici photographié en 2011, est l'un des artisans du retour de Pokou à Rennes, en 1978.

Malgré ses soucis financiers, et avec l'accord de Laurent Pokou, le Stade rennais et son président Alfred Houget tentent de le faire revenir en Bretagne à la mi-septembre 1978. Le club breton bénéficie pour cela du soutien financier de ses supporters, qui souscrivent pour réunir la somme nécessaire au transfert. Celui-ci parvient à être conclu avec les dirigeants nancéiens pour une somme de 70 000 francs, et Pokou signe un contrat de trois ans. Son retour au Stade rennais agit comme un détonateur en termes de recettes de billetterie, ce qui donne un grand bol d'air au club du point de vue financier. En douze matchs de deuxième division pour son retour à Rennes, Pokou marque six fois, donne quatre passes décisives, et obtient deux penaltys,.
Ce retour prend brutalement fin après le 24 décembre 1978, date à laquelle le Stade rennais dispute un septième tour de Coupe de France au stade de Kernévez de Saint-Pol-de-Léon, alors que les Rennais auraient dû recevoir leurs adversaires,. Face à des joueurs amateurs surmotivés et devant un public hostile, les Rennais sont menés deux buts à zéro. Pokou est, lui, marqué de très près par les défenseurs du Stade léonard Kreisker et finit par craquer lorsque l'arbitre, M. Lopez, accorde un penalty à l'équipe locale. L'attaquant rennais l'insulte — ce à quoi l'arbitre répond par une expulsion —, puis lui assène un coup de pied,. Un peu moins d'un mois plus tard, le 18 janvier 1979, la Fédération française de football le condamne à deux ans de suspension ferme pour ses actes. Une sanction ramenée en appel, le 10 février 1979, à six mois ferme, plus dix-huit mois avec sursis. Marqué par cette affaire, le joueur décide de retourner en Côte d'Ivoire au printemps, l'ASEC Abidjan rachetant ses deux années de contrat restantes pour 10 millions de francs CFA.

### Fin de carrière, reconversion comme entraîneur, puis décès (1979-2016)
En 1979, Laurent Pokou retrouve donc l'ASEC Abidjan et réendosse également le maillot de l'équipe nationale, qu'il avait dû délaisser. Avec l'ASEC, il remporte un nouveau titre de champion de Côte d'Ivoire en 1980, tout en occupant en parallèle le poste d'entraîneur-adjoint. Avec la sélection ivoirienne, il participe à la phase finale de la Coupe d'Afrique des nations 1980 au Nigeria, mais il ne marque pas, et la Côte d'Ivoire est éliminée à l'issue de la phase de groupes,. Âgé de 33 ans, son rendement sur le terrain n'est plus le même, et il fait l'objet de critiques dans la presse ivoirienne.
Fin novembre 1980, Pokou est nommé entraîneur intérimaire de l'ASEC Abidjan, en remplacement Yoboué Konan. Une nouvelle fonction qu'il n'occupe que brièvement, avant de retourner à son rôle de joueur. En 1982, lâché par l'ASEC, il s'engage comme entraîneur-joueur du Rio-Sports d'Anyama. Avec l'aide de son président Samir Zarour, il monte une équipe qui parvient à obtenir sa promotion en première division ivoirienne le 13 novembre 1983. Intransigeant, il ne fait cependant pas l'unanimité auprès de son effectif, qui a du mal à supporter ses critiques constantes et sévères, et sa collaboration avec le RS Anyama prend fin d'un commun accord, à la fin de l'année 1983. Après un retour à l'ASEC, il entraîne les amateurs de la Manufacture africaine d'Abidjan en 1985, puis l'US Yamoussoukro, avec qui il obtient de bons résultats en première division, en 1988. La saison suivante, il fait un nouveau retour à l'ASEC, comme adjoint auprès de Philippe Garot. Il s'agit de sa dernière expérience d'entraîneur.
Hospitalisé début octobre 2016, il meurt le 13 novembre de la même année à la polyclinique internationale Sainte-Anne-Marie de Cocody, dans l'agglomération d'Abidjan.

### En dehors des terrains

#### Vie privée

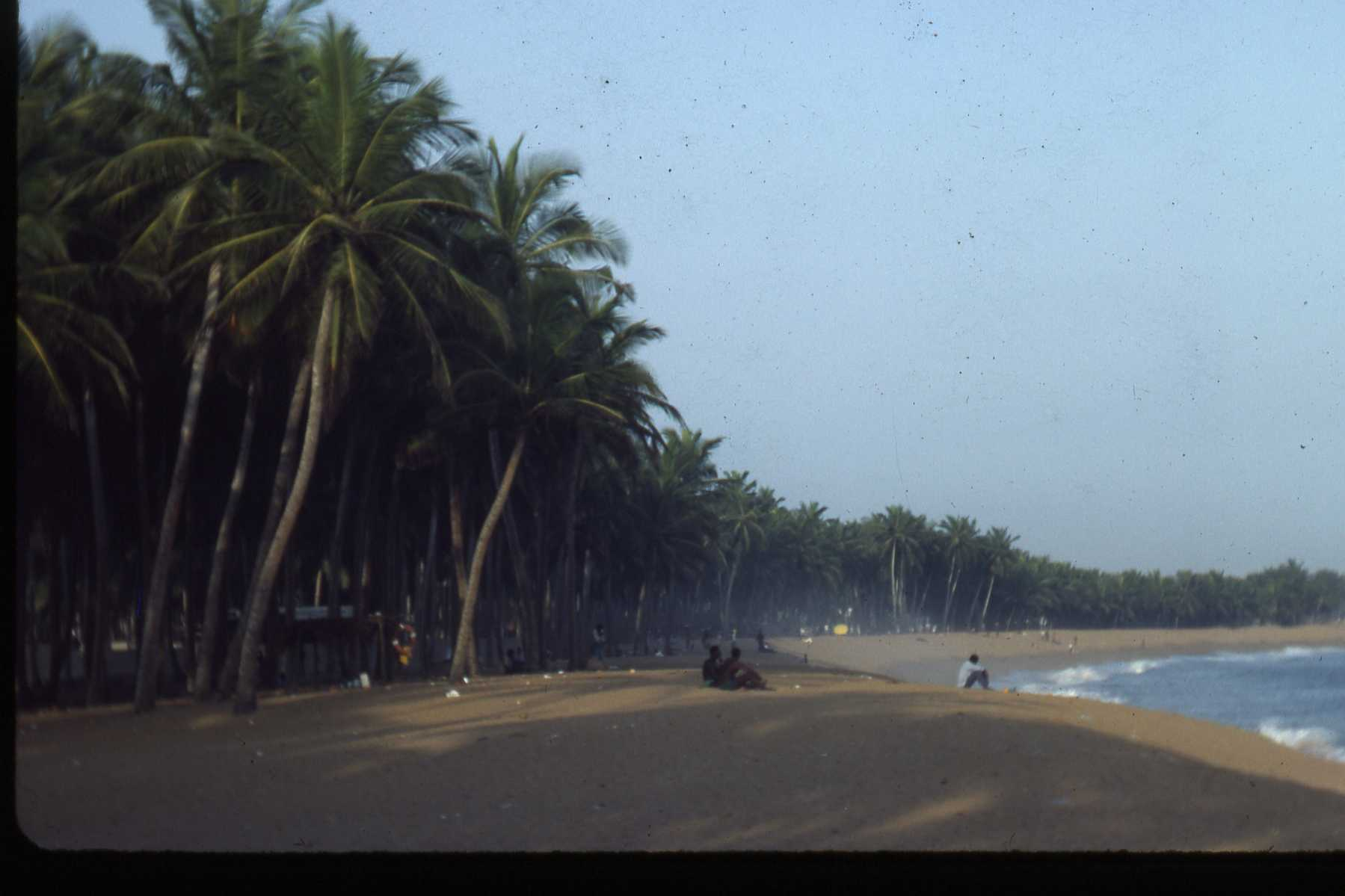
Vue sur la lagune du quartier de Vridi, où s'installe Laurent Pokou après sa carrière de joueur.

Laurent Pokou fréquente durant sa jeunesse Chantal Terrasson, future épouse de Blaise Compaoré, président du Burkina Faso. Il rencontre Thérèse, sa future femme, en 1967, lors d'une sortie à Abobo. Elle est originaire du village de Pokoukro, près de Toumodi, comme la mère de Pokou. Ils se marient le 10 juillet 1976 à Adiaké, et ont cinq enfants : Patricia, Cynthia, Erwan, Gaëlle et Wilfried. Né le 18 août 1975, le prénom d'Erwan est choisi pour son origine bretonne, les époux Pokou souhaitant marquer leur attachement à cette région, alors que Laurent joue sous les couleurs du Stade rennais. Il en est de même pour Gaëlle, née le 15 janvier, alors que la famille a déménagé en Lorraine, et habite à Seichamps, Laurent jouant désormais à Nancy. Quelques années plus tard, Gaëlle épousera Saliou Lassissi, un autre footballeur ivoirien passé par le Stade rennais,.
Après sa carrière en France, puis son passage par Anyama, Laurent Pokou et sa famille s'installent à Abidjan, dans le quartier de Vridi, sur la commune de Port-Bouët. Un quartier coincé entre la lagune et le Golfe de Guinée, qui reste à l'abri de l'agitation générée à Abidjan par la crise ivoirienne de 2010-2011. Le 6 avril 2008, il est néanmoins roué de coups par six policiers à Abidjan lors d'un contrôle de routine. Quelques jours plus tard, le président de Côte d'Ivoire Laurent Gbagbo vient en personne lui apporter son soutien, soulignant que les six hommes « se sont attaqués à un symbole de la République ». Le 24 mai 2012, les six policiers sont condamnés par la justice à trois mois de prison ferme et à une amende.

#### Revenus et activités professionnelles diverses
À l'exception de son passage en France, où il bénéficie d'un contrat de footballeur professionnel, Laurent Pokou réalise sa carrière de joueur sous statut amateur, en Côte d'Ivoire, ce qui l'oblige à avoir un travail en parallèle. À Bouaké, il débute comme aide-projectionniste dans un cinéma, aidant à la préparation des films et placardant des affiches dans différents endroits de la ville. Lorsqu'il est recruté par l'ASEC Abidjan, l'une des exigences d'Édouard Pokou est que son fils puisse obtenir un travail pour assurer son avenir. En 1967, il devient ainsi agent de bureau à la direction du Service civique du Ministère de la Défense ivoirienne, avec des horaires aménagés pour pouvoir s'entraîner. Un poste qu'il occupe jusqu'à son départ pour la France, fin 1973.
En s'engageant avec le Stade rennais, Pokou devient le premier footballeur ivoirien à s'expatrier pour obtenir un contrat de joueur professionnel, sans être le premier ivoirien à jouer dans les championnats professionnels français,. À sa signature, le 29 décembre 1973, il reçoit une prime de 30 millions de francs CFA, et obtient un salaire de 250 000 francs CFA par mois, plus bonus.
De retour en Côte d'Ivoire, Laurent Pokou reprend une activité professionnelle parallèle au football. À Anyama, il devient attaché commercial de la concession Volvo que dirige son président de club, Samir Zarour, lequel utilise ponctuellement son image pour faire de la publicité à son entreprise. Puis, de retour à Abidjan, il occupe le poste d'attaché de direction, chargé des relations extérieures de Baroud, une entreprise de textiles. Un métier qu'il occupe jusqu'à sa retraite, en 2005. S'il n'exerce plus en club, il n'en reste pas moins impliqué dans le football. Il est ainsi membre de la Fédération ivoirienne de football, spécialisé dans la détection des jeunes,. En avril 2006, il est nommé ambassadeur de la FIFA-SOS Villages d'enfants pour la Côte d'Ivoire. Enfin, il est également vice-président du Variété FC, l'association des anciens footballeurs ivoiriens.

## Style de jeu et personnalité

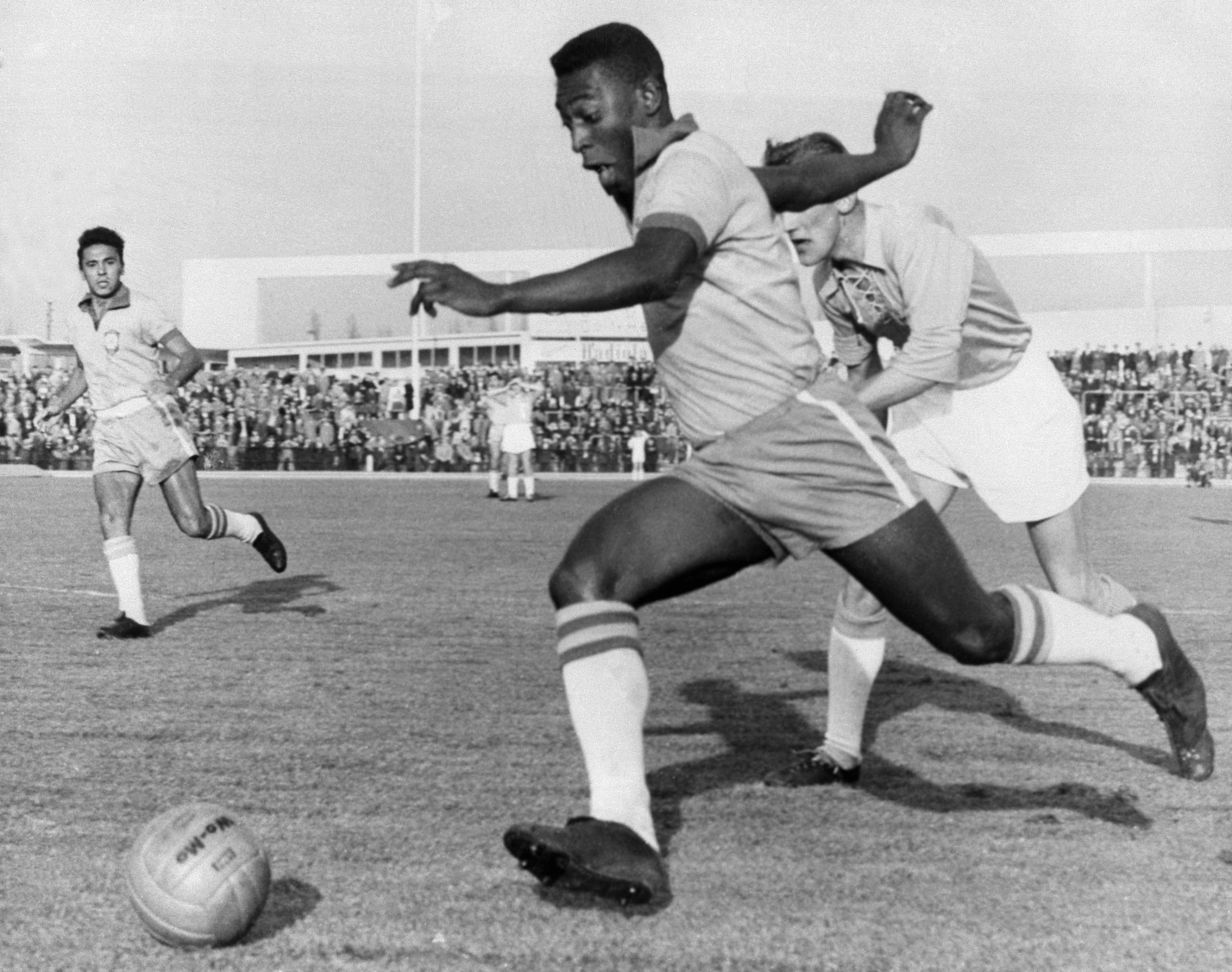
Le journaliste Jean-Philippe Réthacker compare les qualités de Pokou à celles du Brésilien Pelé dans l'accélération et le changement de rythme.

Laurent Pokou évolue tout au long de sa carrière au poste d'attaquant, et plus précisément celui d'avant-centre. Il a les jambes arquées, ce qui, selon les croyances ivoiriennes, le prédispose à la pratique du football. Élancé, musclé, son gabarit reste standard, mesurant 1,78 m pour un poids de forme de 70 kg. Malgré cela, il dégage selon Victor Zvunka de la puissance, de la force athlétique, de la vitesse. Ancien adversaire direct, Zvunka décrit Pokou comme un buteur atypique pour cette période, étant un joueur capable de prendre la profondeur et de se déplacer sur tout le front de l'attaque, tandis que le championnat de France fait alors davantage la part belle aux buteurs de surface, tels Delio Onnis, Carlos Bianchi ou Josip Skoblar. À posteriori, en 2011, Pokou est d'ailleurs décrit comme un joueur moderne, en avance sur son époque, celle du football des années 1970. Observateur lors de la Coupe d'Afrique des nations 1970, le journaliste Jean-Philippe Réthacker, de France Football, lui attribue les caractéristiques d'un « footballeur explosif », doté d'un « démarrage foudroyant, et surtout d'une nouvelle accélération, balle au pied, qui lui permet de surprendre les défenseurs les plus vigilants. Sa foulée est longue, mais terriblement efficace, et sa souplesse de hanches est étonnante ». Outre sa vitesse, Pokou fait également la différence par ses « dribbles agressifs », car « il attaque véritablement le défenseur et l'oblige à se livrer », et par sa lourde frappe de balle. Sur ce dernier point, « il y a du Cisowski dans le geste, tout comme il y a du Pelé dans l'accélération et le changement de rythme ». Le défenseur Roger Fiévet, qui le découvre lors du premier match de Pokou avec Rennes, contre Troyes, estime qu'il est « malin », qu'il a « le sens du but », et que « sa couverture de balle est remarquable ». Son ancien partenaire en sélection d'Afrique, le Camerounais Jean-Pierre Tokoto, le juge « bon de la tête et des deux pieds et, de plus, extrêmement adroit dans ses essais au but ».
Parmi ses adversaires, le gardien de but Robert Mensah compare Laurent Pokou à « un lion affamé fonçant sur sa proie », lorsqu'il s'avance vers le but. Son ancien partenaire au Stade rennais, Bertrand Marchand, lui reconnaît un « talent inné », notamment face aux défenseurs adverses : « C’était un tigre, une panthère. Il rentrait sur le terrain pour manger l’adversaire. Il excellait dans le un-contre-un, c’est là où il permettait à l’équipe de faire la différence. Il avait une capacité exceptionnelle d’éliminer son adversaire ». Des qualités qui lui permettent de « faire la différence à tout moment », de « prendre le ballon à trente mètres, de dribbler et d'aller marquer », selon Pierrick Hiard, qui estime que « sur deux ou trois ans à Rennes, il faisait partie des cinq plus grands attaquants au monde ». Ses performances lui permettent en tout cas de se faire applaudir par les publics adverses lors de quelques déplacements du Stade rennais, notamment au stade Jean-Bouin, le 11 mai 1974 face au Nîmes Olympique, et au stade Marcel-Saupin le 24 septembre 1974 face au FC Nantes. Parfois taxé d'individualisme, à ses débuts en Côte d'Ivoire comme durant son passage à Rennes, il est aussi loué pour son jeu collectif. Ayant tenté de le recruter pour le compte du FC Nantes, Robert Budzynski explique en 2011 que « les qualités de Laurent nous paraissaient concorder totalement avec notre jeu. Il était non seulement un super joueur, mais en plus il était collectif ». L'intéressé affirme n'être qu'une pièce de son équipe, avoue lui-même aimer voir ses coéquipiers marquer, et estime que « le joueur le plus dangereux sur un terrain, c'est celui qui n'a pas le ballon ».
Lorsqu'il est comparé, les noms de Salif Keïta, qui évolue en France les cinq années précédant son arrivée, et de Didier Drogba, qui lui succède au sein de l'attaque de l'équipe de Côte d'Ivoire, sont régulièrement cités. L'attaquant Roger Piantoni, qui observe Pokou à ses débuts en France, trouve que « sa façon de courir dénote déjà son talent. Son seul coup de rein lui permet de se débarrasser de n'importe quel adversaire. Il frappe juste et fort. Bref, je pense qu'il est supérieur à Salif Keïta ». Un jugement que partage Keïta lui-même, qui explique que « Pokou avait toutes mes qualités, mais je n'avais pas toutes les siennes ». Victor Zvunka, coéquipier de Keïta à l'Olympique de Marseille, est plus modéré, estimant qu'en opposition à la puissance de Pokou, le Malien incarnait « la finesse, le beau jeu, le dribbleur, plus fin, plus grand, plus élancé ». Il lui trouve davantage de ressemblances avec Drogba, notamment sur l'engagement physique : « Comme lui, il n'a pas peur, il rentre dedans ». Bertrand Marchand, coéquipier de Pokou à Rennes et entraîneur de Drogba à l'EA Guingamp, les dissocie néanmoins. « Didier, c’est un lion, un éléphant. Laurent, c’est plutôt une panthère, car c’est un joueur de ballon, qui a une force individuelle ».

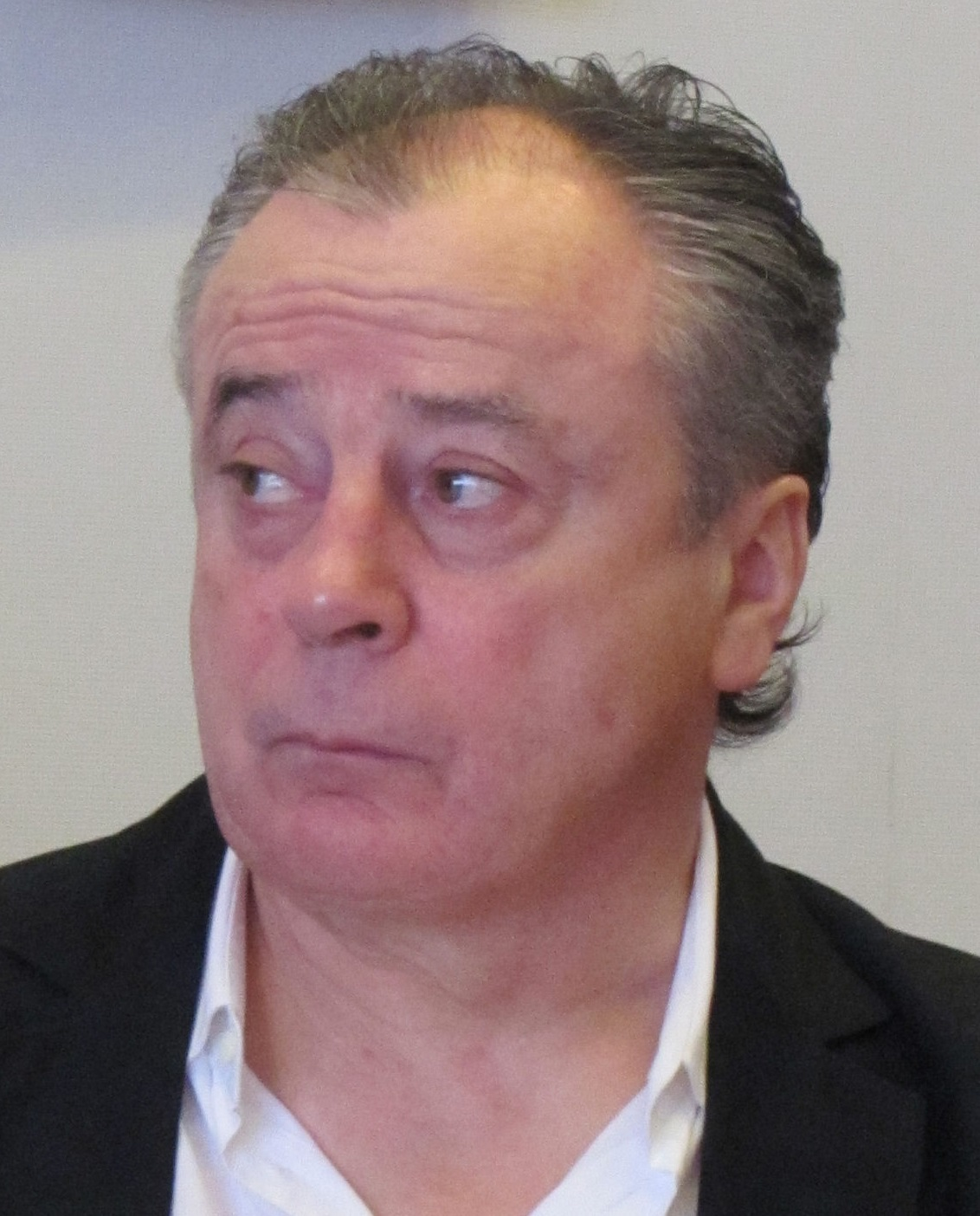
Bertrand Marchand : Autant à l'entraînement, Pokou était normal, autant lors des matchs, il était anormal et sublime.

Ses facilités balle au pied le rendent parfois moqueur avec ses adversaires, ce qui est diversement apprécié,. Le 9 décembre 1978, avant le tir d'un penalty, il se permet ainsi d'annoncer au gardien de but de l'AAJ Blois Michel Barina l'endroit où il va placer le ballon, et de marquer en tenant parole, alors que le 25 octobre 1978, contre Sedan, il dribble le gardien Claude Klimek, puis attend sur la ligne de but le retour de ses adversaires, pour marquer d'une talonnade. Cible des défenseurs, il prend de nombreux coups, mais n'hésite pas à leur en administrer également,,. Il avoue d'ailleurs aimer aller au contact de défenseurs athlétiques. Impétueux, il va ainsi régulièrement au-delà des règles, et récolte durant sa carrière plusieurs cartons rouges et suspensions, à l'image de celle qui sonne la fin de sa carrière en France,,. À l'entraînement, ses coéquipiers, comme Bertrand Marchand ou Pierrick Hiard, le jugent peu convaincant. « Il avait des lacunes techniques énormes. Ce n’était pas un travailleur. On pensait qu’il était techniquement très à l’aise, mais non. Il écrasait ses frappes, il faisait n’importe quoi », explique ce dernier.
Pour autant, Laurent Pokou sait fédérer ses coéquipiers autour de lui. En 1975, alors que le Stade rennais descend en deuxième division, il se mue en leader moral et technique de son équipe, ce qui préfigure sa reconversion comme entraîneur. Durant sa carrière, il est d'ailleurs régulièrement capitaine, que ce soit à l'ASEC Abidjan, ou en équipe nationale, notamment lors de la Coupe d'Afrique des nations 1974,. Devenu entraîneur, Laurent Pokou instaure à l'ASEC une discipline de fer à son effectif, pour le mettre dans la meilleure forme physique possible. Au Rio-Sports d'Anyama, il se montre critique, intransigeant et autoritaire avec ses joueurs, au point d'en décourager certains.

## Reconnaissance et hommages

### Reconnaissance par ses pairs et par les médias

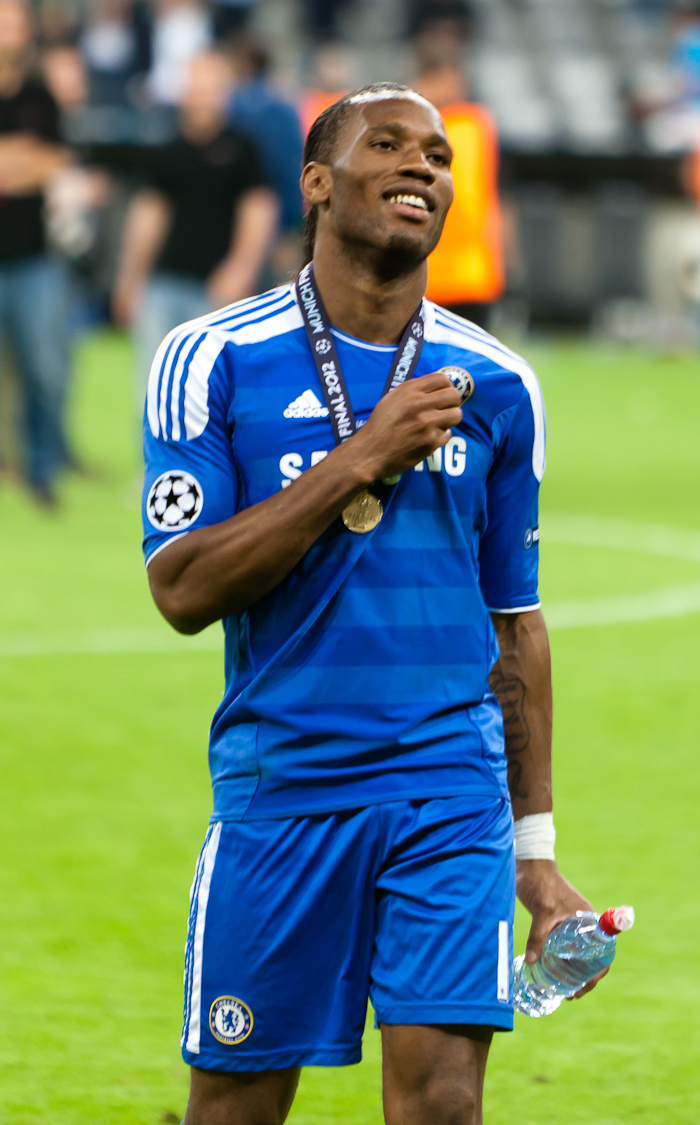
Didier Drogba : Je voyais Laurent Pokou comme un modèle.

Durant sa carrière, Laurent Pokou hérite de nombreux surnoms, donnés par ses partenaires, par ses supporters ou par les médias. Lorsqu'il commence à jouer sur les terrains vagues d'Abidjan, ses coéquipiers l'appellent Dix pieds, en rapport à son habileté avec le ballon. À Bouaké, où il joue entre 1963 et 1966, il hérite du surnom de Ballon fatché, ce qui signifie, en dioula, « Le papa du ballon », celui qui sait le maîtriser, le gouverner. Enfin, les supporters de l'ASEC Abidjan lui attribuent le sobriquet de Bill Pok, mélange de son nom de famille et de Buffalo Bill, pour référence à l'adresse au tir dont faisait preuve ce dernier. Avec la reconnaissance internationale acquise sous le maillot de l'équipe nationale et en France, Laurent Pokou récolte des surnoms plus grandiloquents. Lors de la Coupe d'Afrique des nations 1968, le journaliste de Radio Côte d'Ivoire qui couvre la demi-finale disputée contre le Ghana l'appelle L'homme d'Asmara, la ville où se joue alors le match. Ce surnom devient très vite populaire, et reste encore largement utilisé pour le désigner,,,. En Côte d'Ivoire, les médias le surnomment également L'empereur baoulé, pour rappeler ses origines, alors que, dans un article paru le 19 mars 1974, quelques semaines après son arrivée en France, Jacques Étienne, journaliste de France Football, l'introduit comme Le Duc de Bretagne, surnom qui est ensuite régulièrement repris.
Pendant et après sa carrière, Laurent Pokou est surtout très populaire en Côte d'Ivoire. Né en 1978 à Abidjan, l'attaquant ivoirien Didier Drogba explique en 2011 avoir entendu parler de Laurent Pokou par son oncle, Michel Goba : « Je voyais Laurent Pokou comme un modèle. Toute mon enfance, que ce soit à Abidjan ou en France, il a alimenté ces conversations dès que venait le sujet du ballon, c'est-à-dire souvent... Il était notre porte-drapeau, notre héros ». Il compare également l'aura dont dispose Pokou en Côte d'Ivoire à celle de Zinédine Zidane en France. La Bretagne exceptée, cette renommée ne s'exporte qu'assez peu. Par exemple, en 2010, le journal ivoirien Fanion le situe parmi les cinq meilleurs attaquants africains de l'histoire, en compagnie de Roger Milla, George Weah, Didier Drogba et Samuel Eto'o. À l'inverse, le magazine France Football ne le classe pas en 2012 parmi les cinquante meilleurs joueurs ayant évolué dans le championnat de France, un contraste qui s'explique par le manque de médiatisation du football africain en Europe dans les années 1970, par le départ tardif de Pokou de Côte d'Ivoire, et par le fait qu'il n'ait brillé en France que sous les couleurs d'un Stade rennais sportivement en difficulté. Salif Keïta estime d'ailleurs que « Laurent a été un très grand joueur, trop méconnu ».
Durant son début de carrière, Laurent Pokou reçoit également l'hommage appuyé du Brésilien Pelé, triple champion du monde, qui croise sa route à plusieurs reprises avant son départ pour la France. En 1967, il vient jouer un match d'exhibition à Abidjan avec Santos, et affronte Pokou, qui évolue avec l'équipe nationale ivoirienne. En 1972, lors de la Coupe de l'Indépendance du Brésil, il le voit jouer dans les rangs de la sélection d'Afrique, et explique alors : « J'ai trouvé mon successeur. Il s'appelle Laurent Pokou. Il n'a qu'un défaut, il n'est pas brésilien ». Le voyant poursuivre sa carrière en Afrique, il décide en 1973 d'adresser personnellement une lettre à Laurent Pokou, pour l'inciter à tenter sa chance dans un club professionnel, hors de Côte d'Ivoire.
En 2022, le magazine So Foot le classe dans le top 1000 des meilleurs joueurs du championnat de France, à la 242e place.

### Hommages

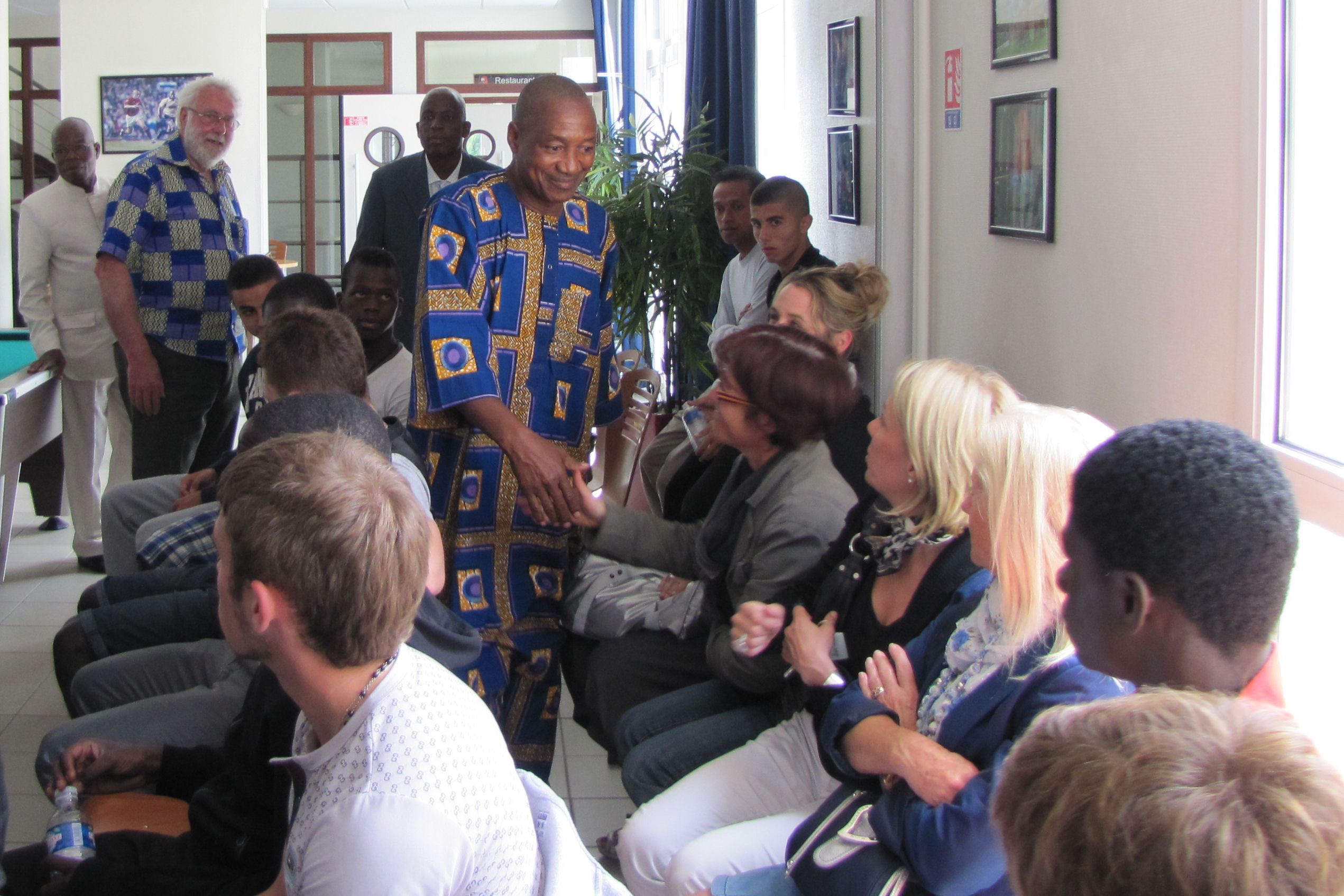
Laurent Pokou en visite au centre de formation du Stade rennais en mai 2011.

En hommage à sa carrière, le nom de Laurent Pokou est donné à deux lieux situés au sein des infrastructures de l'ASEC Abidjan et du Stade rennais, qu'il définit comme « les deux clubs de [sa] vie ». À Sol Béni, c'est le cas du terrain d'entraînement principal de l'académie Mimosifcom, où sont formés les jeunes joueurs de l'ASEC. Au stade de la route de Lorient, l'enceinte où évolue le Stade rennais, son nom est donné à un salon destiné aux entreprises, à l'instar de trois autres anciens joueurs du club, Marcel Aubour, Marcel Loncle et Daniel Rodighiero. En 2001, alors que le club breton célèbre son centenaire, Pokou figure pour le journal Ouest-France dans « l'équipe du siècle » du Stade rennais,. Il est d'ailleurs parfois cité comme le meilleur joueur de l'histoire du club breton,,,.
En mai 2011, un hommage est organisé à Rennes en l'honneur de Laurent Pokou, à l'initiative d'une association regroupant des personnalités françaises et ivoiriennes, et comprenant notamment d'anciens coéquipiers du Stade rennais, ainsi qu'Alfred Houget en tant que président d'honneur. Orchestrée autour de la sortie d'une biographie, cette semaine d'hommage est ponctuée de séances de dédicaces, d'expositions photos, d'interviews dans les médias, ainsi que d'une visite au centre de formation du Stade rennais. L'intéressé souligne durant cette semaine qu'« aucun joueur africain n’a jamais bénéficié d’un accueil de cette envergure » en Europe. Le 21 mai 2011, il donne le coup d'envoi au stade de la route de Lorient d'une rencontre de Ligue 1 opposant ses deux clubs en France, le Stade rennais et l'AS Nancy-Lorraine. Alors que les supporters rennais déploient une banderole en son honneur, il exécute quelques jonglages avec le ballon.

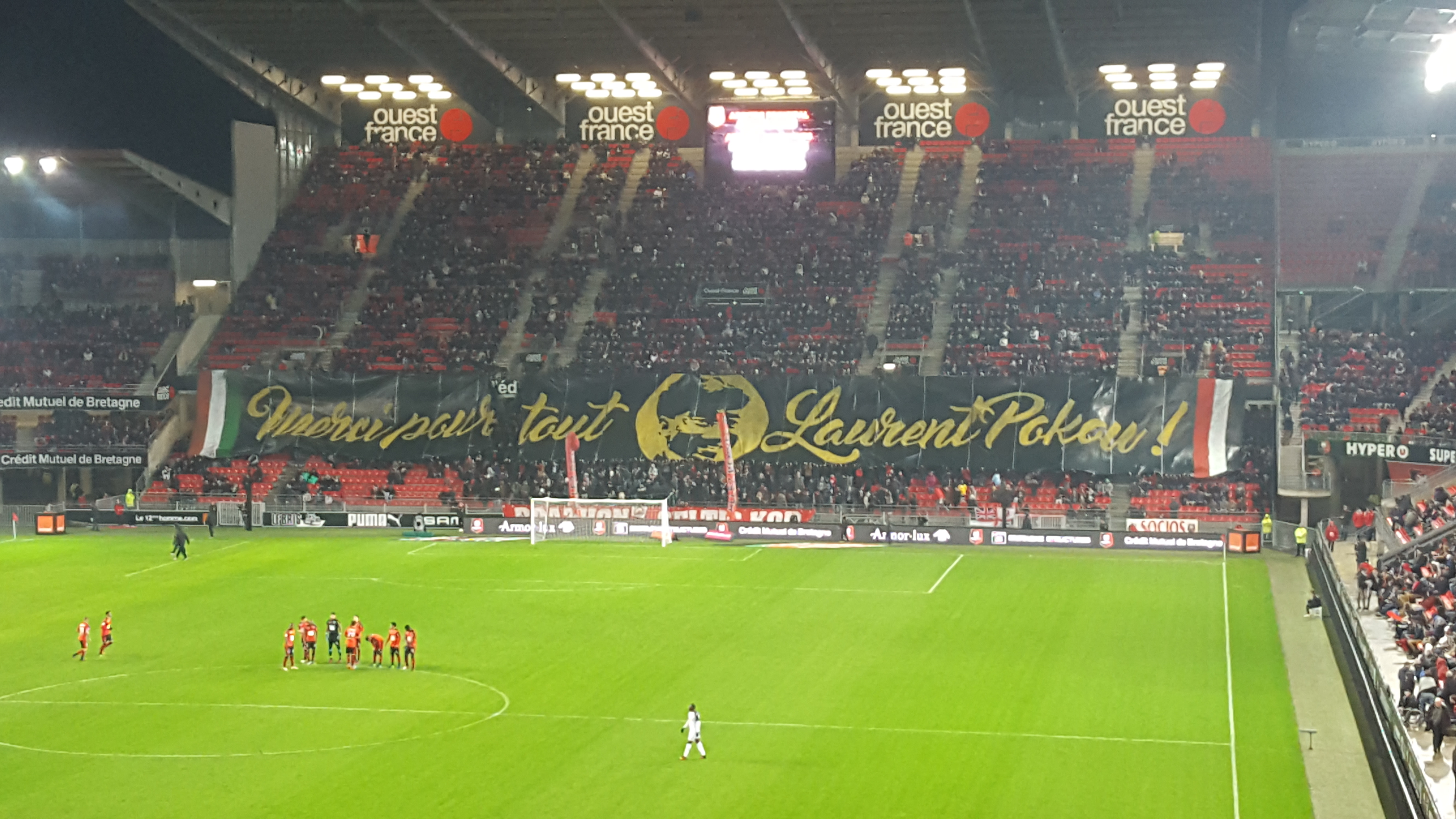
Banderole déployée par des supporters rennais, en hommage à Laurent Pokou, quelques jours après sa mort.

Quelques jours après sa mort, en novembre 2016, plusieurs hommages lui sont rendus. Le 15 novembre, une minute de silence est observée avant une rencontre amicale opposant l'équipe de France à la Côte d'Ivoire, au stade Bollaert-Delelis de Lens. Quatre jours plus tard, le Stade rennais rend à son tour hommage à son ancien joueur, à l'occasion d'une rencontre disputée par au SCO Angers au Roazhon Park. Le public du stade procède à une minute d'applaudissements en sa mémoire, pendant que le Roazhon Celtic Kop déploie une grande banderole où figure l'inscription « Merci pour tout Laurent Pokou ! » Alors que le coup d'envoi du match est donné par Alfred Houget, président rennais lors du second passage de Laurent Pokou en Bretagne, les deux buteurs de la rencontre sont tous deux internationaux ivoiriens : Giovanni Sio ouvre le score pour le Stade rennais, et dévoile sous son maillot l'inscription « RIP Pokou », alors que Nicolas Pépé égalise pour Angers. « J'ai pensé tout de suite à Laurent Pokou après le but, c'est pour ça que j'ai levé les mains au ciel, comme Giovanni. Ce but, il est pour lui. Que deux internationaux ivoiriens marquent sur ce match, c'est symbolique », explique ensuite Nicolas Pépé.
En 2023, le stade de San-Pédro, dans la ville de San-Pédro, est baptisé du nom de Laurent Pokou. En forme d'hommage, le ballon officiel de la 34e édition de la Coupe d'Afrique des Nations, disputée en Côte d'Ivoire, est nommé Pokou.

## Palmarès, records et distinctions
Laurent Pokou obtient la plupart de ses titres, comme joueur ou comme entraîneur, dans les compétitions disputées en Côte d'Ivoire. Avec l'ASEC Abidjan, il remporte à quatre reprises le championnat national, en 1970, 1972, 1973 et 1980, et à six reprises la Coupe de Côte d'Ivoire en 1967, 1968, 1969, 1970, 1972 et 1973. Avant d'obtenir son premier titre avec l'ASEC, il se fait connaître en atteignant la finale du championnat national avec l'USFRAN Bouaké en 1965, mais son équipe s'incline contre le Stade d'Abidjan. Son palmarès ivoirien est complété par un succès en Coupe Félix-Houphouët-Boigny, compétition qui oppose le champion au vainqueur de la coupe nationale, acquis pour sa première expérience comme entraîneur en 1980 : l'ASEC s'impose face au Réveil Club de Daloa par trois buts à zéro,. Enfin, en tant qu'entraîneur-joueur du Rio-Sports d'Anyama en 1983, il obtient le titre de champion de deuxième division.

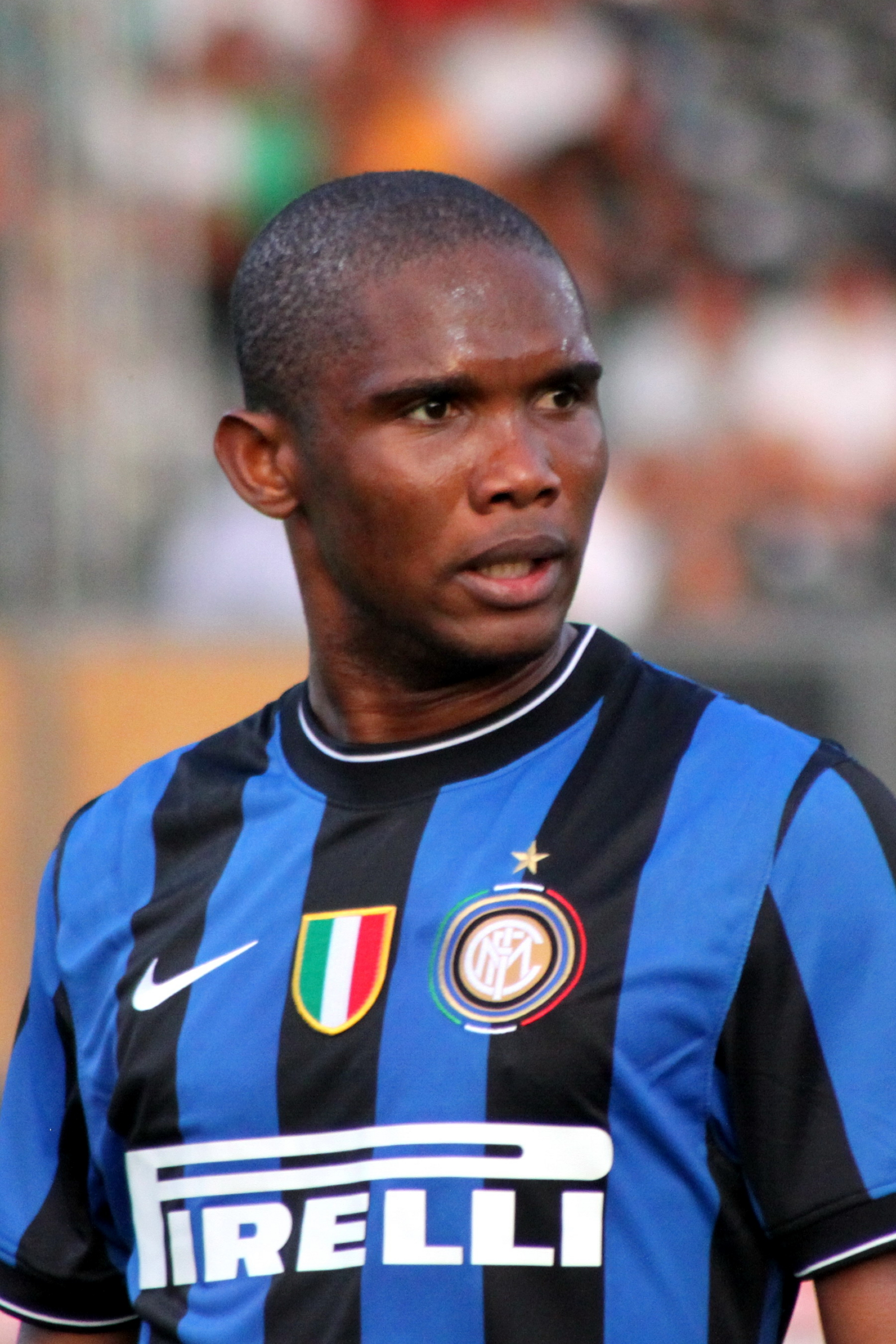
Le record de buts inscrits en phase finale de la CAN par Pokou est battu trente-huit ans plus tard par le Camerounais Samuel Eto'o.

Si, sur le plan continental, sa meilleure performance avec l'ASEC Abidjan est une demi-finale de Coupe des clubs champions africains perdue en 1971 contre le Canon Yaoundé, Laurent Pokou profite surtout de ses sélections en équipe nationale pour briller. Il participe, au total, à quatre éditions de la Coupe d'Afrique des nations en 1968, 1970, 1974 et 1980. Les Éléphants de Côte d'Ivoire terminent l'édition 1968 à la troisième place, et l'édition 1970 en quatrième position. Individuellement, Pokou se met en valeur lors de ces deux tournois, dont il termine meilleur buteur, avec six puis huit buts. S'il ne marque pas lors des deux autres phases finales qu'il dispute,, Pokou établit plusieurs records en 1968 et 1970. Le 10 février 1970, il marque cinq buts en une seule rencontre face à l'Éthiopie (victoire ivoirienne six buts à un), performance inégalée jusqu'à ce jour[Quand ?] pour un match de phase finale de cette compétition. Laurent Pokou est également durant quatre ans le recordman des buts marqués en une phase finale. Ses huit buts de 1970 sont dépassés en 1974 par les neuf réalisations du Zaïrois Pierre Ndaye Mulamba,. Enfin, il est durant trente-huit ans le recordman des buts marqués sur plusieurs éditions de la CAN. Établi en 1970, son total de quatorze buts est battu en 2008 par le Camerounais Samuel Eto'o. Celui-ci ne parvient toutefois à battre ce record que sur cinq phases finales, contre deux à Pokou,. Cette même année 1970, il termine à la seconde place du classement du Ballon d'or africain, derrière Salif Keïta. Un trophée dont il obtient la troisième place en 1973 derrière les Zaïrois Tshimen Bwanga et Mwamba Kazadi, et la quatrième place en 1971.
Avec la Côte d'Ivoire, Laurent Pokou ne réussit pas, en revanche, à disputer la Coupe du monde. Durant sa carrière internationale, de 1967 à 1980, trois éditions de la compétition sont jouées, mais une seule nation africaine peut alors se qualifier. Non inscrite pour les qualifications à la Coupe du monde 1970, la Côte d'Ivoire échoue également à se qualifier pour les éditions de 1974 et 1978. Son passage en France ne lui permet pas non plus d'étoffer son palmarès. En 1976, le Stade rennais échoue en finale pour l'attribution du titre de champion de France de deuxième division face à Angers, alors que Pokou est absent sur blessure. Enfin, en 1978, alors que l'AS Nancy-Lorraine remporte la Coupe de France, Pokou ne participe pas au parcours de son équipe, et doit assister au succès de ses coéquipiers depuis les tribunes du Parc des Princes,.
En 1999, l'IFFHS inclut Laurent Pokou dans ses bilans du XXe siècle. Il est classé au septième rang des meilleurs joueurs africains du siècle, derrière George Weah, Roger Milla, Abedi Pelé, Lakhdar Belloumi, Rabah Madjer et Théophile Abega. Pokou est le mieux classé des deux joueurs ivoiriens figurant au classement, devant Youssouf Fofana. Il ne figure pas, en revanche, dans le classement mondial établi en parallèle par l'IFFHS, ni dans le FIFA 100, liste des meilleurs joueurs vivants établie en 2004 par Pelé, pour le centenaire de la FIFA. Pour sa carrière, Laurent Pokou reçoit plusieurs distinctions. La République de Côte d'Ivoire le fait ainsi Officier de l'ordre national, et Commandeur de l'ordre du mérite sportif. La Fédération ivoirienne de football et la Confédération africaine de football lui décernent également leur ordre du mérite.

## Statistiques
Le tableau suivant récapitule les statistiques de Laurent Pokou durant sa carrière européenne, sous statut professionnel,. Au total, Pokou cumule soixante-dix sélections sous les couleurs de l'équipe de Côte d'Ivoire de football.
| Saison                | Club                  | Championnat           | Championnat | Championnat | Coupe(s) nationale(s) | Coupe(s) nationale(s) | Total | Total |
| Saison                | Club                  | Division              | M.          | B.          | M.                    | B.                    | M.    | B.    |
| 1973-1974             | Stade rennais FC      | D1                    | 13          | 7           | 1                     | 1                     | 14    | 8     |
| 1974-1975             | Stade rennais FC      | D1                    | 27          | 14          | 2                     | 1                     | 29    | 15    |
| 1975-1976             | Stade rennais FC      | D2                    | 12          | 17          | 0                     | 0                     | 12    | 17    |
| 1976-1977             | Stade rennais FC      | D1                    | 11          | 6           | 2                     | 0                     | 13    | 6     |
| 1977-1978             | AS Nancy-Lorraine     | D1                    | 11          | 2           | 0                     | 0                     | 11    | 2     |
| 1978-1979             | AS Nancy-Lorraine     | D1                    | 8           | 1           | 0                     | 0                     | 8     | 1     |
| 1978-1979             | Stade rennais FC      | D2                    | 12          | 6           | 2                     | 0                     | 14    | 6     |
| Total sur la carrière | Total sur la carrière | Total sur la carrière | 94          | 53          | 7                     | 2                     | 101   | 55    |